# 大学のレジャーランド化
大学のレジャーランド化は、日本の教育においての問題。

## 概要
日本の大学では大学生の本分は学業であるというのに、その学業をそっちのけにして遊びやアルバイトに明け暮れていた。このような日本の大学の状況を大学のレジャーランド化とされていた。

### 歴史

#### レジャーランド化へ
1951年3月26日の第10回国会衆議院文部委員会で玖村敏雄は、全国の指導者を集めた講習会での協議を行ったのだが、そこで非常に残念であったと思ったことは、これからの大学はあまり十分な勉強をしなくても形式的に単位を取れるようにするという傾向が強かったことであると述べた。
1961年5月13日の第38回国会衆議院文教委員会で山梨大学学長であった人物が、ある東京大学名誉教授である友人が近頃の大学生は勉強するという気風が無いとよく言っていたと述べる。その名誉教授は今の大学生は自らの大学生だった時代とは絶対に違うと憤慨していた。山梨大学学長であった人物は自らを怠け者であったとするが、それでも夜も寝ないで勉強をしたという覚えは多くあったと述べる。
1980年2月20日の第91回国会衆議院文教委員会で木島喜兵衛は、受験生が自らの希望する大学に入れたならば、そこで人生のパスポートをもらえたという安堵感から大学はレジャーランド化するだろうと述べる。対して入学できなければ大学受験は命をかけるほどであっただけに自殺をするかもしれないし、自らを駄目人間として生きていくことになるかもしれないとも述べる。この原因は学歴社会で、受験を教育の中心としていることの表れであるとする。小学校と中学校は運命共同体であるような集団なのだが、受験があるために集団の中で他を排せなければならなくなる。これは教育基本法第1条の目的である社会を構成する連帯、協力というものを失わせている要因とする。

#### レジャーランド化した時代
1989年はバブル景気で世の中は大学も含めて浮かれていた。この時代の大学はどの大学も浮かれた雰囲気が漂っており、大学はレジャーランドと呼ばれていた。大学の授業には出席しなくても楽勝科目で単位を揃えて卒業でき、のんびりとした感が漂う時代であった。当時の大学生は勉強せず、教授は象牙の塔にこもり熱心に教えない。だがこのような状況に大学も文部省も危機感を抱く。このため文部省は大学改革を進め、1991年に大学設置基準を大綱化する。だがこれは緩和という意味合いも持ち、大学では第二外国語と体育が必修ではなくなり、1年次から専門科目を学び、教養部を廃止した大学が多く存在した。
片桐新自は1987年から5年おきに学生の意識や価値観の調査を行ってきている。バブル時代を頂点として1980年代後半から1990年代前半にかけて大学はレジャーランドであるとされてきたとする。実際に当時の大学生はつらい受験戦争から解放されて、大学を社会に出るまでの間にのんびりと楽しむ場所と位置付けていたように回顧する。今の大学生も楽しそうで大して変わっていないのではと見る人も多いだろうが、片桐は自らの調査してきたデータを見る限り、学生は確実に真面目になってきているとしている。
2001年に秋光純は大学がレジャーランド化している現状は、大学生はこんなことをやってもやらなくても将来の自らの生活には関係が無いとしていることの表明であるとする。若い大学生に教養の価値を説いても分かってもらえずに、歴史と同じように人間は愚かさを永遠に繰り返しているとする。このために、会社側には入社試験の面接の際に大学で何を学んだかをもっと真剣に聞いて欲しいとしていた。

#### レジャーランド化の終焉へ
2015年の舞田敏彦は、大学はレジャーランドであることが駄目なのかとして、モラトリアムという大切な機能を果たしているとする。当時の日本では大学生にもっと勉強をさせようという方針が打ち出され、その結果、2001年から2011年の10年間で大学生の勉強時間は増加している。だが国際的に見るとまだまだ少なく、中学生や高校生よりも勉強時間は少ない。この方向は間違いではないが、この一辺倒になるのも良くないとする。青年期は自己のアイデンティティを形成する時期であり、大学がその機能を果たしているため、大学を中学校や高等学校みたいにすることを推し進めるのは人格形成にとっては好ましくないとする。
2019年の日経トップリーダー記者によれば、もはや大学とはレジャーランドではなく公共職業安定所のようなものとなっているとされる。企業は人材が不足しているため、確実に良い人材を確保するためにどんどん就職活動が前倒しされていて、大学生活とは就職活動のようになっているとする。日本経済団体連合会が定めていた面接を始めてもいい時期の制限が2020年には消滅するため、今後は就職活動はもっと激しくなるだろうとする。
2021年の佐藤優によれば、大学のレジャーランド化は過去のことで、今の大学は刑務所のようにガチガチのカリキュラムが組まれているとする。大学では規定の数の授業に出席しなければ試験を受ける資格も無く、その授業は双方向性ではなく知識の伝達がうまく行われていないとする。高等教育とは知識には様々な型があることを学び、自らの思考の型を作り上げていくことである。だが日本の義務教育は知識の詰め込み式であるため、大学に行ってもその延長で勉強をしがちであり、これでは解法パターンに無い問題への応用力は無い。このため実社会では決まりきった問題は出ないため、現実では役に立たないようになっているとする。